# Mizarstvo Bavčar
Mizarstvo Bavčar je nekdanje podjetje iz Sela v Vipavski dolini, ki se je ukvarjalo z izdelavo kvalitetnega pohištva od leta 1859 do 1979. Bistvo Bavčarjeve mizarske obrti je bilo skrbno negovanje odličnosti ročnega dela v izdelavi unikatnih mizarskih izdelkov in stalno posodabljanje strojnega parka svoje delavnice. Lastniki mizarstva so bili Franjo Bavčar, Franc Bavčar in Bojan Bavčar.

## Delovno obdobje Franja Bavčarja (1859–1909)
Podjetje je leta 1859 ustanovil Franjo Bavčar. Z enim pomočnikom je pričel ročno obdelovanje lesa. V tej fazi je imel že dva delovna prostora. Leta 1865 je dodal dva stroja na živalski pogon, krožno žago in skobeljni stroj. Jermenici obeh strojev sta vrtela dva jermena, ki ju je preko transmisije poganjal preprost gepelj, to je vitlo oz. priprava za vrtenje pogonske gredi, ki so ga postavili na dvorišču pred delavnico in vanj vpregli vola ali konja. Takšen primer rabe animalne pogonske sile v končni pridelavi lesa pri izdelavi pohištva v sredini 19. stoletja je edini na Slovenskem in nesporno tudi v evropskem prostoru.